# Impresa di Fiume
A Impresa di Fiume foi um episódio do período entreguerras, que consistiu na ocupação da cidade de Fiume, disputada entre o Reino da Itália e o Reino dos Sérvios, Croatas e Eslovenos, por unidades rebeldes do Exército Real Italiano.
A intenção era proclamar a anexação da cidade à Itália, forçando assim a mão dos delegados das potências vitoriosas da Primeira Guerra Mundial, que estavam na época engajados na Conferência de Paz de Paris. A expedição foi liderada pelo poeta Gabriele D'Annunzio e organizada por uma coalizão política liderada pela Associação Nacionalista Italiana, da qual participaram expoentes do Mazzinismo, do Futurismo e do sindicalismo revolucionário. A ocupação começou em 12 de setembro de 1919 e durou 16 meses com altos e baixos, incluindo a proclamação da Regência Italiana de Carnaro. Quando os rebeldes se opuseram ao Tratado de Rapallo, o governo italiano evacuou a cidade à força durante o Natal de 1920, para permitir a criação do Estado Livre de Fiume.

## História

### Contexto no pós-guerra
A cidade multiétnica de Rijeka era um Corpus separatum e município autônomo das Terras da Coroa de Santo Estêvão dentro do Império Austro-Húngaro. Um censo de 1910 (no qual foi solicitada a língua materna - Muttersprache) calculou uma população de 49.806 habitantes: 24.212 declararam o italiano como língua, 12.926 o croata e outras línguas, especialmente húngaro, esloveno e alemão. O censo não considerou os dados da localidade de Sussak, uma localidade predominantemente croata separada da cidade pelo rio Eneo e pertencente aos vizinhos Reino da Croácia-Eslavônia.
Após as negociações de paz de 1919 e o Tratado de Rapallo (1920) a Itália obteve as terras "não redimidas": Trento, Trieste e Ístria. O presidente dos EUA, Woodrow Wilson, se opôs à anexação italiana de outras terras. Os territórios disputados eram, nomeadamente, a região da Dalmácia (parte da qual tinha sido solicitada pela Itália no Pacto de Londres) e a cidade de Fiume, localizada numa região predominantemente croata mas reivindicada por Roma por ser habitada maioritariamente por falantes do italiano.
Em outubro de 1918, dois governos foram estabelecidos em Fiume: um Conselho Nacional Croata e um Conselho Nacional Italiano, do qual Antonio Grossich foi nomeado presidente. Entretanto, os delegados italianos em Paris Vittorio Emanuele Orlando e Sidney Sonnino envolveram-se numa polémica com os aliados que culminou na sua retirada temporária das negociações, entre 24 de abril e 5 de maio.

### Preparativos e os primeiros motins
Em Fiume, em abril de 1919, o irredentista de Fiume Giovanni Host-Venturi e o expoente nacionalista Giovanni Giuriati criaram uma milícia de voluntários pró-italianos para resistir no caso de uma anexação iugoslava da cidade.
Nesse ínterim, Gabriele D'Annunzio foi a Roma para realizar uma série de comícios em favor da natureza italiana de Fiume. Os discursos de D'Annunzio envolveram um número crescente de veteranos e adolescentes. Esta campanha deu origem ao mito da vitória mutilada, um modelo de revanchismo que previa a anexação de toda a costa oriental do Adriático à Itália, apesar de ser largamente povoada por povos eslavos (ao sul de Fiume, o único cidade de maioria italiana era Zara, que de fato foi cedida com o Tratado de Saint-Germain-en-Laye).
Entre a primavera e o verão de 1919, a situação em Fiume tornou-se cada vez mais aquecida, devido às tensões entre ativistas irredentistas (apoiados pelos militares italianos) e os militares franceses pró-iugoslavos. Em 29 de junho, eclodiu uma briga entre soldados franceses e militantes pró-italianos, que receberam apoio de soldados italianos. Os confrontos, conhecidos como "Vésperas de Rijeka", duraram até 6 de julho e resultaram na morte de nove franceses. Foi montada uma comissão militar inter-aliada que decidiu pela dissolução do Conselho Nacional de Fiume e exigiu a retirada das unidades envolvidas nos confrontos.

Os soldados mais politizados foram alguns batalhões dos Granadeiros da Sardenha. As unidades deixaram Fiume no dia 25 de agosto, acompanhadas por manifestações irredentistas, e ficaram sediadas em Ronchi di Monfalcone. Aqui, sete oficiais determinados a retornar a Fiume enviaram uma carta a D'Annunzio, convidando-o a apoiar a luta irredentista.
São os Granadeiros da Sardenha que falam convosco. É Fiume quem fala com você pela boca deles. [...] Juramos pela memória de todos aqueles que morreram pela unificação da Itália: Rio ou morte! e manteremos, porque os granadeiros têm uma fé e uma palavra. A Itália não está completa. Num último esforço conseguiremos isso.  – Carta enviada a D'Annunzio por alguns oficiais dos Granadeiros da Sardenha
No dia 30 de junho, D'Annunzio já havia recebido um pedido de apoio de uma delegação de Fiume. Entretanto, os nacionalistas e os soldados na fronteira organizaram uma rede de voluntários, prontos para uma ação enérgica.

### Ocupação da cidade

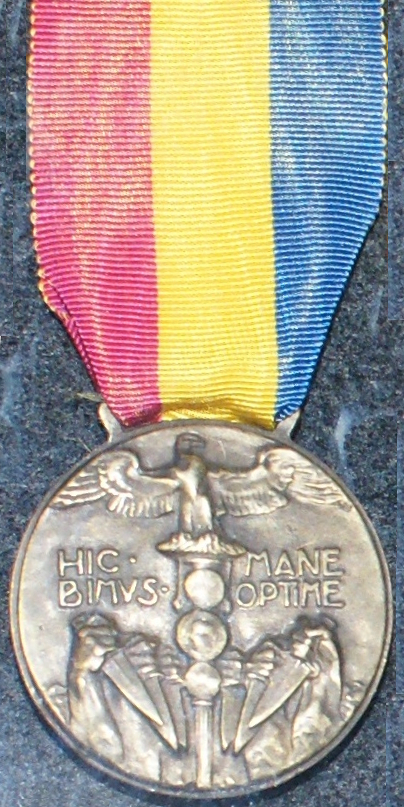
Medalha de Bronze Comemorativa da Marcha de Ronchi (1919-1920)

No início de setembro, D'Annunzio garantiu aos conspiradores que no dia 7 de setembro chegaria a Ronchi para liderar o retorno dos granadeiros a Fiume. Muitas dúvidas e uma gripe repentina o obrigaram a honrar seu compromisso apenas em 11 de setembro de 1919.

Antes de partir, D'Annunzio informou um dos principais apoiantes da rebelião do Adriático: Benito Mussolini, diretor do jornal Il Popolo d'Italia e fundador do Fasces de Combate Italianas.
Meu caro camarada, a sorte foi lançada. Estou saindo agora. Amanhã de manhã levarei Fiume com armas. Que o Deus da Itália nos ajude. Saio da cama com febre. Mas não é possível divergir. Mesmo quando o espírito domar a carne miserável... Apoie a Causa vigorosamente, durante o conflito. Eu te abraço. – D'Annunzio à Mussolini, 11 de setembro de 1919
D'Annunzio chegou a Ronchi na companhia de alguns oficiais, incluindo o tenente Guido Keller, o tenente Almerigo Ongaro e o oficial alpino Cornelio Andersen, que requisitou os caminhões para transportar as tropas. O comandante dos granadeiros presentes em Ronchi, major Carlo Reina concordou em apoiar o poeta liderando uma coluna rebelde até Fiume. Na madrugada de 12 de setembro de 1919, a coluna partiu em direção a Fiume. Ao longo do caminho, juntaram-se os  Bersaglieri, Cavalleggeri e Arditi, aos quais se juntaram os voluntários irredentistas de Host-Venturi.

Tendo atravessado a fronteira e ignorado os apelos disciplinares do governador militar Vittorio Emanuele Pittaluga, D'Annunzio entrou na cidade aclamada pela população italiana. À tarde o escritor compareceu ao palácio do governador e proclamou a anexação de Fiume à Itália.
Italianos de Fiume! No mundo louco e vil, Fiume é hoje o sinal da liberdade; no mundo louco e vil só existe uma verdade: e esta é Fiume; só existe um amor: e este é Fiume! Fiume é como um farol brilhante que brilha no meio de um mar de abjeção... Eu, um soldado, eu, um voluntário, eu, um aleijado de guerra, acredito que estou interpretando a vontade de todas as pessoas saudáveis da Itália proclamando a anexação de Fiume.  – Discurso proferido por D'Annunzio em 12 de setembro no Palácio do Governo em Fiume
Este dia será posteriormente celebrado pelo próprio poeta como o dia da "Santa Entrata", seguindo o nome com que durante séculos foi lembrada a entrada dos representantes venezianos em Zadar em 1409.
Os franceses e os ingleses evitaram qualquer interferência, para não aumentar o risco de confrontos. Nas semanas seguintes, outras unidades da fronteira juntaram-se aos rebeldes, atingindo um número aproximado de 8 000 a 9.000 unidades.
No dia 10 de outubro, o Sindicato Film (Federação Italiana dos Trabalhadores do Mar) desviou o navio a vapor Persia carregado de armas e munições para Fiume. A ação foi realizada por ordem do secretário sindical, Giuseppe Giulietti, simpatizante da revolta.

### Reação do governo italiano
D'Annunzio estabeleceu um "Gabinete de Comando" à frente do qual colocou Giovanni Giuriati. O governo Nitti I liderado por Francesco Saverio Nitti negou a ação de d'Annunzio e instruiu o Comissário Extraordinário para Veneza-Giulia, General Pietro Badoglio, a reprimir a rebelião. O comissário enviou um avião a Fiume para lançar uma proclamação ordenando aos rebeldes que regressassem às suas fileiras, declarando desertores aqueles que persistiram na ocupação de Fiume.

O ultimato de Badoglio não teve efeitos significativos. Nitti decidiu colocar a cidade sob embargo, impedindo o fluxo de alimentos para os rebeldes, mas abastecendo a população através da Cruz Vermelha. Apesar disso, D'Annunzio denunciou o bloqueio como uma infâmia, acusando Nitti "de deixar crianças e mulheres famintas" e apelando a todos os aliados na Itália para angariarem fundos para a Enterprise. Em 16 de setembro, D'Annunzio enviou uma carta controversa a Mussolini, criticando a sua falta de apoio financeiro:
Meu caro Mussolini, estou maravilhado com você e com o povo italiano. Arrisquei tudo, fiz tudo, tive tudo. [...] eu tenho todos os soldados aqui, todos os soldados uniformizados, de todas as armas. É um negócio normal. E você nem nos ajuda com assinaturas e arrecadações. [...] Não há realmente nada pelo que esperar? E suas promessas? Pelo menos fure a barriga que está te oprimindo e esvazie-a. Caso contrário, irei quando tiver consolidado meu poder aqui. Mas não vou olhar na sua cara.  – D'Annunzio à Mussolini
Esta carta apareceu no Il Popolo d'Italia de 20 de setembro, alterada pelas partes mais controversas (as que aparecem em itálico). Mussolini rapidamente iniciou uma subscrição pública para financiar Fiume, que arrecadou quase três milhões de liras. Uma primeira parcela de dinheiro, no valor de 857 842 liras, foi entregue a D'Annunzio em 7 de outubro. Parte do dinheiro, com autorização pública do poeta, foi utilizada para financiar o squadrismo milanês.
Quando alguns editores do Il Popolo d'Italia acusaram Mussolini de ter roubado parte dos fundos de D'Annunzio, o poeta defendeu o líder fascista com uma carta pública, na qual afirmava que legionários e fascistas travavam a mesma luta: "Também declaro uma vez que – tendo enviado uma companhia dos meus legionários bem escolhidos a Milão para reforçar a sua e a nossa luta cívica – Pedi que retirassem da soma das ofertas muito generosas que o Rijeka oferece dinheiro para esses lutadores”.
No dia 26 de outubro realizaram-se eleições em Fiume nas quais se propuseram pela primeira vez os partidários da anexação à Itália liderados por Riccardo Gigante. A lista anexionista obteve aproximadamente 77% dos votos e Gigante tornou-se prefeito da cidade em 26 de novembro.

### Expedição a Zadar
Enquanto decorriam as reuniões com Badoglio, D'Annunzio tomou a iniciativa de ir à Zara no dia 14 de novembro, embarcou no navio Nullo junto com Guido Keller, Ernesto Cabruna, Giovanni Giuriati, Giovanni Host-Venturi e Luigi Rizzo. Em Zadar foi gentilmente recebido pelo almirante Enrico Millo, que se tornou governador daqueles territórios ocupados, que assumiu solenemente o compromisso perante o Papa de não abandonar a Dalmácia até que esta fosse oficialmente anexada à Itália.
Após as eleições políticas italianas de 1919, realizadas em 16 de novembro, Francesco Saverio Nitti foi reconfirmado como primeiro-ministro (Governo Nitti II).

### O plebiscito peloModus vivendi
Para resolver a crise de forma pacífica, em meados de Outubro Nitti instruiu o General Badoglio a encetar negociações directas com D'Annunzio e os seus representantes, a fim de encontrar uma solução de compromisso. Em 23 de novembro, o governo italiano apresentou uma proposta a D'Annunzio (chamada Modus vivendi). Com este documento, o governo italiano comprometeu-se a evitar que a cidade fosse anexada à Jugoslávia. D'Annunzio recusou a oferta, exigindo a anexação imediata, mas durante a noite o texto foi afixado nos muros da cidade por Riccardo Zanella, que pretendia fazer participar os cidadãos de Fiume. O pôster que acompanha declarava:
A anexação formal é absolutamente impossível hoje. No entanto, o governo da Itália assume um compromisso solene e dá-lhe uma garantia formal de que a anexação pode ocorrer num futuro próximo...
Cidadãos! Se recusar estas propostas, comprometerá a cidade, os seus ideais, os seus interesses mais vitais de uma forma talvez irreparável. Decidir! Você decide quem são os filhos e senhores de você e de Fiume, e não permite, não tolera que outros abusem de seu nome, de seu direito e dos interesses supremos da Itália e de Fiume.
 – Parte do texto do panfleto afixado durante a noite nos muros de Rijeka em nome do governo italiano
No dia 15 de Dezembro, o Conselho Nacional da cidade de Rijeka aprovou as propostas do governo italiano com 48 votos a favor e 6 contra. Os elementos mais expressivos da população e dos legionários contestaram as decisões tomadas pelo Concílio, chegando mesmo a intimidar os elementos mais moderados com a tolerância benevolente do Papa, ao ponto de o jornal nacionalista La Vedetta d 'A Itália esteve fechada por alguns dias; portanto preferiu-se convocar um plebiscito para decidir o que fazer. O texto da pergunta era o seguinte:
Deverá ser aceite a proposta do governo italiano declarada aceitável pelo Conselho Nacional na sessão de 15 de Dezembro de 1919, libertando Gabriele D'Annunzio e os seus legionários do juramento de manter Fiume até que a anexação seja decretada e implementada? – Texto do plebiscito votado pelos cidadãos de Rijeka em 18 de dezembro de 1919
A contagem começou naquela mesma noite mostrando uma tendência claramente a favor da aceitação das propostas italianas, mas ao mesmo tempo os legionários bloquearam a contagem apreendendo as urnas. D'Annunzio aproveitou a oportunidade para anular essas eleições com resultado desfavorável.
As irregularidades cometidas por ambos os lados durante a votação do plebiscito foram-me denunciadas e provadas: considero-as de natureza a retirar qualquer eficácia da decisão da votação. – D'Annunzio
A decisão de D'Annunzio parecia inaceitável até mesmo para os seus importantes colaboradores. Giovanni Giuriati renunciou ao cargo de chefe de Gabinete. Ele escreveu a D'Annunzio:
Vim para Fiume para defender as liberdades centenárias desta terra, não para violá-las ou reprimi-las. – Texto da carta com a qual Giovanni Giuriati renunciou ao cargo de chefe de gabinete
Ele foi substituído por Alceste de Ambris, um ex-sindicalista revolucionário e intervencionista, que chegou a Fiume em janeiro de 1920.
Badoglio interrompeu todas as negociações e deixou o cargo de comissário de Venezia Giulia. O general Enrico Caviglia tomou o seu lugar.

### Gabinete De Ambris
Naquela época, também devido a uma mudança de rumo no sentido revolucionário e popular feita pelo próprio De Ambris, na Itália começaram a temer hipóteses de uma virada para o republicanismo e até mesmo o medo de uma tentativa de golpe de Estado.
Filippo Turati (deputado do Partido Socialista Italiano) escreveu naquela época: 
O pobre Nitti está furioso com as coisas indignas de Fiume [...]. Não apenas proclamam a república de Fiume, mas preparam o desembarque em Ancona, dois ataques aéreos armados sobre Itália e outras delícias do gênero. Fiume tornou-se um bordel, um refúgio para o submundo e para prostitutas mais ou menos “de alta vida”. Nitti me contou sobre uma Marchesa Incisa, que está ali vestida como uma mulher ousada e com uma adaga. Infelizmente, ele não pode dizer todas estas coisas à Câmara, para honra da Itália.
Na própria Fiume, os oficiais do Exército Real vivenciaram com inquietação a nova situação, tanto que o próprio general Caviglia pensou em explorar o desacordo interno entre monarquistas e republicanos. Além disso, algumas decisões do próprio D'Annunzio alimentaram dúvidas e controvérsias. Em março de 1920, um roubo perpetrado por alguns legionários contra alguns comerciantes provocou a ira do capitão carabinieri Rocco Vadalà, que solicitou que o Vate fosse dispensado do juramento para poder abandonar a cidade. Após alguma resistência inicial, os Carabinieri Reais abandonaram a cidade seguidos por alguns oficiais de outras Armas.
Ao mesmo tempo, o problema do abastecimento tornou-se cada vez mais premente, tanto que cerca de quatro mil crianças tiveram de ser evacuadas de Fiume com o apoio dos Fasces de Combate Italianas e de organizações de mulheres.
No dia 22 de abril, os autonomistas de Riccardo Zanella, hostis aos legionários D'Annunzio, com o apoio dos socialistas, proclamaram uma greve geral.
Em 12 de maio, caiu o governo presidido por Francesco Saverio Nitti. Tendo fracassado na tentativa de permanecer à frente do governo formando um novo gabinete, Nitti perdeu definitivamente o cargo no espaço de um mês e o seu lugar foi substituído por um novo governo presidido por Giovanni Giolitti, que tomou posse em 16 de junho.

### Regência Italiana de Carnaro

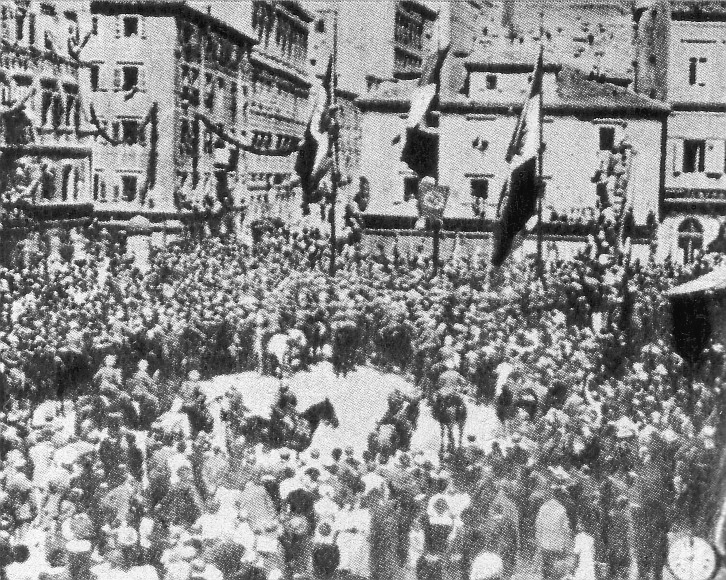
Proclamação da Regência Italiana de Carnaro

O impasse em que se encontrava a cidade de Fiume há vários meses, e talvez a renúncia oficial do Reino da Hungria a todos os direitos à antiga posse, levaram D'Annunzio a uma nova ação, a proclamação de um estado independente, a Regência Italiana de Carnaro, proclamada oficialmente em 12 de agosto de 1920.
Sua vitória está dentro de você. Ninguém pode salvá-los, ninguém irá salvá-los: nem o Governo da Itália, que é tolo e impotente como todos os seus antecessores; não a nação italiana que, depois da colheita da guerra, se deixa esmagar pelos pés sujos de desertores e traidores como uma pilha de bagaço a ser pintada em aquarela... Peço à Cidade da Vida um ato de vida. Fundamos em Fiume d'Italia, na Marcha Oriental da Itália, o Estado Livre de Carnaro. – Discurso de D'Annunzio de 12 de agosto de 1920
No dia 8 de setembro, poucos dias após a proclamação da independência, foi promulgada a Carta de Carnaro. A política de D'Annunzio em Fiume, também por hesitações, não foi unívoca. O objetivo inicial era a reunificação de Fiume com a Itália, mas dada a impossibilidade de atingir esse objetivo, tentou estabelecer um estado independente, a Regência Italiana de Carnaro, fundada nos valores do sindicalismo revolucionário. Por outro lado, nesse período a afirmação do regime bolchevique na União Soviética foi sentida pela classe média baixa e pelos veteranos de forma controversa: por um lado, o medo dos subversivos era forte; por outro lado, havia um sentimento perceptível de interesse por algo novo que estava nascendo.
O novo estado viu a entrada no governo de personalidades como Giovanni Host-Venturi, Maffeo Pantaleoni e Icilio Bacci.
O presidente do Conselho Nacional Antonio Grossich manifestou dúvidas em relação à proclamação da independência.

### Planejamento de golpe de Estado na Itália
No outono de 1920, Fiume tornou-se o centro de um plano insurrecional, que visava derrubar o governo Giolitti e impor um novo regime na Itália. De acordo com as intenções dos golpistas, uma expedição deveria partir de Carnaro e marchar sobre Roma (passando por Trieste ou desembarcando em Ancona) e assumir o poder. A subversão foi motivada por receios relativos à política interna e externa. De facto, no mês de Setembro, estava em curso a ocupação das fábricas e a direita temia que os socialistas pudessem transformar o protesto numa tentativa revolucionária, até porque o governo foi demasiado brando para com os trabalhadores, não reprimindo a ocupação com a necessária energia. Além disso, D'Annunzio e os seus seguidores estavam preocupados com as negociações entre a Itália e a Jugoslávia relativamente à fronteira oriental, temendo que o governo pudesse deixar Fiume e a Dalmácia aos eslavos.
Vários elementos do acampamento de D'Annunzio participaram da trama. Em primeiro lugar, os legionários que já ocupavam Fiume e os nacionalistas, que estiveram entre os mais ativos no convite ao poeta para "ousar", tanto que elementos como Alfredo Rocco, Francesco Coppola e o próprio Enrico Corradini foram várias vezes a D. 'Annunzio para discutir o projeto. A atitude dos fascistas foi mais cautelosa: Mussolini não pretendia arriscar o seu futuro político num projecto incerto.
O plano atingiu um nível avançado de elaboração e em Setembro e Outubro os potenciais subversivos realizaram reuniões quase diárias em Roma, na redacção de L'Idea Nazionale. Os golpistas foram apoiados por um grupo de industriais, incluindo Oscar Sinigaglia, que pretendiam financiar o empreendimento, mas outros setores do mundo industrial preferiram manter-se distantes.
Os conspiradores golpistas esperavam arrastar para o seu lado alguns oficiais do Exército Real, em particular o almirante Enrico Millo, governador da Dalmácia, e o general Enrico Caviglia. Na verdade, sem o apoio dos militares, o plano estava fadado ao fracasso. Eles também esperavam que as forças de segurança pública, especialmente os Carabinieri Reais, não pegassem em armas contra eles.
Os rumores sobre a organização do golpe de Estado tornaram-se de conhecimento público no final de setembro e todos os jornais italianos se interessaram por eles. Giolitti, com uma manobra inteligente, conseguiu cortar pela raiz as intenções de D'Annunzio: por um lado, fez com que os seus emissários reunissem os elementos mais maleáveis da frente golpista, a começar por Mussolini, que fez desaparecer o apoio; por outro lado, garantiu a lealdade dos altos escalões do exército.
Os golpistas, portanto, privados do apoio dos militares, foram forçados a desistir de suas intenções. O plano insurrecional não foi posto em ação, mas entre os potenciais subversivos permaneceu a ideia de tomada do poder pela força, o que se concretizaria em 1922 com a Marcha sobre Roma.

### Tratado de Rapallo
Poucas semanas depois, em 12 de novembro de 1920, a Itália e a Iugoslávia assinaram o Tratado de Rapallo, no qual se comprometeram a respeitar a independência do Estado Livre de Fiume. Todos os partidos políticos italianos saudaram o acordo. Mussolini e De Ambris também consideraram o novo tratado positivo. Mussolini também o defendeu no Popolo d'Italia, tentando convencer sua base.

Poucos dias depois, o General Caviglia comunicou os detalhes do Tratado de Rapallo a D'Annunzio. De Ambris alertou o escritor que a população e os aliados da Itália estavam dispostos a aceitá-lo.
...o sentimento do povo de Fiume é globalmente favorável à aceitação do Tratado de Rapallo. Na Itália o mesmo sentimento domina mesmo entre os amigos mais fiéis, que não o dizem abertamente para não parecerem abandonar-nos. – Alceste De Ambris à D'Annunzio antes que este rejeitasse o Tratado de Rapallo
D'Annunzio rejeitou o tratado desde o primeiro momento. Ele respondeu às tentativas de mediação com armas, enviando os legionários para ocupar as ilhas de Rab e Krk, que o tratado alocou à Iugoslávia. Quando o Tratado de Rapallo foi oficialmente aprovado pelo parlamento, o general Caviglia mobilizou as suas tropas pela cidade e enviou um ultimato a D'Annunzio: os rebeldes deveriam retirar-se da cidade e das ilhas e aceitar o tratado. O poeta recusou qualquer negociação, mesmo quando Caviglia concedeu mais 48 horas para se entregar às autoridades e evacuar os civis. As tropas legionárias refugiaram-se ao redor da cidade, criando uma rede de trincheiras e barricadas. Na tarde da véspera de Natal, as tropas regulares lançaram o ataque.

### Derrota dos rebeldes
Os confrontos iniciados em 24 de dezembro foram batizados por D'Annunzio como o Natale di sangue; "Natal Sangrento". Após a trégua de Natal, a batalha recomeçou em 26 de dezembro. Diante da resistência dos legionários, que lutavam com metralhadoras e granadas, a Marinha também tinha ordens de bombardear as posições rebeldes. As baterias do Andrea Doria também bombardearam o Palácio do Governo, sede do comando de D'Annunzio. O bombardeio continuou até 29 de dezembro e também causou mortes e feridos entre a população civil.

No dia 28 de dezembro, D'Annunzio reuniu-se com o Conselho da Regência e decidiu iniciar negociações com os representantes do exército regular. Ele apresentou sua renúncia com uma carta entregue a Giovanni Host-Venturi e ao prefeito Riccardo Gigante:
Entrego nas mãos do Podestà e do Povo de Fiume os poderes que me foram conferidos em 12 de setembro de 1919 e os que em 9 de setembro de 1920 foram conferidos a mim e ao Colégio de Reitores reunidos no Governo Provisório. Deixo o povo de Fiume como o único árbitro do seu próprio destino, em plena consciência e em plena vontade... Estou esperando que o povo de Fiume me peça para sair da cidade, então não irei se não por causa deles. Sairei para a saudação dele. E vou deixá-lo sob sua custódia, meus mortos, minha dor, minha vitória. – Carta escrita por D'Annunzio na qual renunciou ao General Ferrario
Em 31 de dezembro de 1920, D'Annunzio assinou a rendição que levou ao estabelecimento do Estado Livre de Fiume. O ousado Pietro Micheletti, muito leal ao General Caviglia, veterano da Primeira Guerra Mundial e a serviço do Ministério da Guerra, também fez parte da delegação de oficiais responsáveis pela negociação da rendição do "Vate". Em janeiro de 1921, os legionários começaram a deixar a cidade em vagões preparados pelo exército. D'Annunzio partiu em 18 de janeiro, mudando-se para Veneza.
Na Itália, a legislatura fechou mais cedo devido às reações no país e as eleições políticas foram realizadas em maio de 1921, após as quais o governo de Giolitti foi desqualificado pela Câmara dos Deputados e um novo executivo liderado por Ivanoe Bonomi foi formado.

### Estado Livre de Fiume e sua anexação à Itália
Em 1921, também foram realizadas as primeiras eleições parlamentares em Fiume, nas quais participaram os autonomistas e os Blocos Nacionais pró-italianos. O Movimento Autonomista recebeu 6 558 votos e os Blocos Nacionais (Partido Nacional Fascista, Partido Liberal e Partido Democrático) 3.443 votos. Presidente passou a ser o chefe do Movimento Autonomista, Riccardo Zanella.
Em 3 de março de 1922, um grupo de ex-legionários e fascistas, liderados por Francesco Giunta, derrubou violentamente o governo Zanella. A Assembleia Constituinte do Estado Livre foi forçada a reunir-se no exílio em Porto Re (Kraljevica) no Reino da Iugoslávia. O Estado Livre permaneceu sob o controle dos soldados italianos até que Fiume foi anexado para todos os efeitos pelo governo de Mussolini em 1924. Tal como nas outras regiões anexadas, foi introduzida uma política de italianização.

## Consequências e debate político

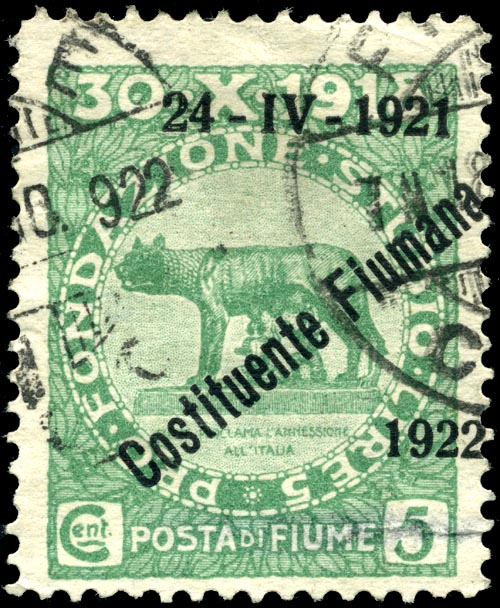
Selo de 1922 com visto da Assembleia Constituinte de Rijeka

D'Annunzio buscou apoio político de diversas facções e tentou ampliar a base de seus seguidores.
Entre os legionários D'Annunzio havia um núcleo de veteranos subversivos que viam na revolta de Fiume o início de uma "revolução nacional" que unia os valores do nacionalismo italiano e do sindicalismo revolucionário, já expressos no Sansepolcrismo do primeiro Fasces de Combate Italianas. Embora minoritária, a franja “revolucionária” dos legionários – caracterizada por figuras como Mario Carli e Guido Keller – teria influenciado profundamente a propaganda, as memórias e a historiografia sobre a Empresa Fiume. Entre os participantes do empreendimento Fiumana está o Movimento Ardito que aderiu com entusiasmo ao empreendimento Fiumana e foi sua pedra angular. O tenente-coronel Francesco Lorenzo Pullé, enviado pelo governo italiano a Fiume para quantificar as forças armadas de Fiume, afirmou que os arditi estavam presentes com 2.065 homens (perdendo apenas para os Bersaglieri com 2.474), incluindo figuras importantes como os arditi Ettore Muti e Renato Ricci, Mario Carli. No relatório de Gino Coletti, secretário e promotor da Associazione Nazionale Arditi d'Italia (ANAI) por ocasião do congresso Anai de 13 de março de 1921 (publicado no livreto “Due Anni di Passion Ardita” 1919-1921 editado pela Libreria Editrice de l'Ardito - Milão) disse, sobre o comportamento da Associação em relação à empresa Fiume: “Seria bom se eu fizesse uma pausa para dizer o que foi feito pela Associação Arditi para a empresa Fiume. Deu os melhores legionários dos quais muitos caíram durante os cinco dias. Mais de dois mil legionários passaram pela sede de Milão e foram subsidiados (viagens, diárias, viatici, etc.), para os quais foi gasto o valor de L. 60.000. Em Fiume a Associação deu tudo: dinheiro, sangue, imensos sacrifícios. Todos nós nos oferecemos a isso, enfrentando e sofrendo a ameaça, o ódio, a prisão e a perseguição. Elegemos D'Annunzio como nosso Líder Supremo e sempre aguardamos as suas ordens, prontos a qualquer momento para marchar com ele. No entanto, os delitos daqueles que deveriam ser os elos de ligação com o comando em Fiume fizeram com que fôssemos apanhados desprevenidos pela tragédia e que D'Annunzio, completamente inconsciente da situação interna de Itália, adoptou a táctica errada ao deixar aproveitar os bons momentos. a oportunidade escapará da nossa vitória e da libertação de Fiume. Aqueles que hoje tagarelam sobre a traição da nossa parte são precisamente os mesmos que, de boa ou má fé, traíram a causa Fiume.” 
Para aumentar o peso simbólico da "esquerda" legionária, a colaboração entre D'Annunzio e Alceste de Ambris, que em janeiro de 1920 foi chamado ao lado do poeta como "chefe do gabinete político": a sua colaboração levou à elaboração da Carta del Carnaro e à criação de uma vasta rede de apoiadores na Itália.
O mito de D'Annunzio baseou-se no seu grande carisma, dando origem a lendas sobre a sua popularidade. Alguns seguidores e simpatizantes argumentaram que o próprio Lênin, contestando a inatividade do Partido Socialista Italiano, definiu D'Annunzio como um dos homens capazes de provocar a revolução na Itália. A anedota, relatada por alguns socialistas dissidentes, incluindo Nicola Bombacci, nunca foi confirmada, nem houve quaisquer posições oficiais tomadas pelo governo soviético a favor de D'Annunzio.
O historiador Roberto Vivarelli indica na Empresa de Fiume uma virada decisiva no processo de decadência e crise do Estado liberal. O empreendimento contribuiu para tornar pública e exasperantemente clara a realidade de um Estado fraco, sobrecarregado por interesses partidários e muitas vezes corrupto. Neste contexto, Mussolini apoiou a surtida de D'Annunzio e aproveitou o momento propício . Mussolini compreendeu a intuição de D'Annunzio: o empreendimento era a grande oportunidade para devolver à Itália a unidade que o Pacto de Londres lhe havia tirado.
O fascismo foi influenciado em muitos aspectos pela experiência de Rijeka: além dos ritos e símbolos do combatismo, também assumiu formas de praticar política, como a imposição de certos slogans e valores através da comunicação de massa, o culto ao líder, a repressão da oposição.
O prestígio da experiência Fiume permaneceu intacto durante o fascismo. Depois de 1938, os ex-legionários de Fiume estavam entre as categorias que poderiam ser poupadas das leis raciais fascistas.

### Relação entre D'Annunzio e Mussolini
A relação entre D'Annunzio e Mussolini era complexa: inicialmente os fascistas e os fiumenos colaboraram ativamente, também graças aos fundos arrecadados através do Il Popolo d'Italia. Mais tarde, D'Annunzio ficou irritado com a atitude demonstrada por Mussolini em relação ao Tratado de Rapallo. A adesão de Mussolini ao tratado indignou muitos legionários e fascistas, mais devotados ao mito do Comandante de Fiume do que ao comité central de Milão.

### A posição de Gramsci
Num artigo de outubro de 1919, Gramsci avaliou o empreendimento Fiume como um sintoma daquele processo de desintegração que (segundo ele) estava enfraquecendo gravemente o Estado italiano naquele período; Gramsci, de facto, interpretou a fundação da república de Fiume como uma iniciativa separatista em relação ao Reino de Itália; para Gramsci, o facto de um aventureiro como D'Annunzio ter sido capaz de desafiar a autoridade do governo com armas era um sinal significativo da incapacidade da burguesia italiana para manter intacto o Estado unitário; na visão Gramsciana, apenas o proletariado poderia, ao suplantar revolucionáriamente a burguesia como classe dominante, impedir a desintegração definitiva do Estado.
Num artigo subsequente de janeiro de 1921, Gramsci reafirmou a sua interpretação do empreendimento Fiume como "prova sensacional das condições de fraqueza, prostração, incapacidade funcional do estado burguês italiano [...] em completa desintegração"; observou, no entanto, que o Partido Socialista não tinha conseguido aproveitar esta situação de fraqueza do Estado capitalista (uma situação que Gramsci agora reconhecia como temporária) para fortalecer as posições do proletariado para fins revolucionários; Gramsci concluiu que a liquidação da República de Fiume levada a cabo por Giolitti tinha objectivamente fortalecido o Estado burguês e, consequentemente, tinha enfraquecido politicamente a classe trabalhadora.
Num artigo do mesmo período, Gramsci condena duramente o "cinismo [...] trivial" do governo Giolitti, que, durante a campanha de Fiume, pintou D'Annunzio e os seus legionários com as cores mais escuras na sua propaganda, indicou pela execração pública como saqueadores e inimigos da pátria; mas – continua Gramsci –, após a conclusão da aventura de Fiume, esse mesmo governo concedeu agora a D'Annunzio um exílio dourado no seu "palácio principesco" em Veneza, e concedeu aos legionários uma amnistia total e completa. Por outro lado, observa Gramsci, o mesmo governo Giolitti, em setembro de 1920, havia prometido solenemente clemência aos trabalhadores que ocupavam as fábricas, enquanto agora perseguia e aprisionava vários deles "culpados apenas por terem trabalhado durante a ocupação".
Acrescente-se que nos primeiros meses de 1921, quando a violenta ofensiva do squadrismo já estava plenamente implantada, Gramsci viu a possibilidade de aproveitar taticamente o desacordo então existente entre D'Annunzio e Mussolini, e de tentar uma acordo com os legionários de Fiume para formar uma coligação armada contra os fascistas; essa tentativa materializou-se em abril de 1921, numa viagem de Gramsci à Gardone Riviera para se encontrar com D'Annunzio; mas este encontro (que foi mediado por um legionário que frequentava a redação de "L'Ordine Nuovo") nunca se realizou. Gramsci, alguns meses antes, tentara analisar os termos do conflito entre D'Annunzio e os fascistas: comentando uma violenta luta ocorrida em Turim entre as duas facções, Gramsci observara que, ao contrário dos fascistas, os legionários eram basicamente apolíticos e foram mantidos juntos pelo único vínculo de devoção pessoal a D'Annunzio; outra diferença entre fascistas e legionários (novamente de acordo com Gramsci) consistia na extração predominantemente burguesa dos primeiros, enquanto os últimos eram mais um "grupo de desajustados" sem uma posição de classe precisa, que se iludiram para resolver os seus problemas de subsistência após D'Annunzio nos seus planos de insurreição militar.